# Dobrić (Šabac)
Dobrić (em cirílico: Добрић) é uma vila da Sérvia localizada no município de Šabac, pertencente ao distrito de Mačva, na região de Mačva. A sua população era de 1054 habitantes segundo o censo de 2011.

## Demografia
| 1948  | 1953  | 1961  | 1971  | 1981  | 1991  | 2002  | 2011  |
| ----- | ----- | ----- | ----- | ----- | ----- | ----- | ----- |
| 1 375 | 1 469 | 1 460 | 1 385 | 1 375 | 1 265 | 1 205 | 1 054 |